# Zbór Chrześcijańskiej Wspólnoty Zielonoświątkowej w Zabrzu
Zbór Chrześcijańskiej Wspólnoty Zielonoświątkowej w Zabrzu – zbór  Chrześcijańskiej Wspólnoty Zielonoświątkowej działający w Zabrzu.
Pastorem zboru jest Andrzej Poręba. Nabożeństwa odbywają się w domu modlitwy zlokalizowanym przy ul. Henryka Sienkiewicza 30.

## Historia
W 1954 pracę w Zabrzu podjął Kazimierz Poręba, pełniący wcześniej funkcję pastora zboru w Wysowej. Jego rodzina mieszkała w dalszym ciągu w Wysowej, a następnie przeniosła się do Uścia Gorlickiego. Pozostając dalej związanym ze zborem w Wysowej, Poręba odwiedzał tę miejscowość co dwa tygodnie, co jednak po czasie przestało być możliwe i w efekcie w 1960 jego żona i dzieci przeniosły się do Zabrza. Pastor znał wówczas na terenie miasta jedną wierzącą rodzinę dawnego żołnierza Armii Krajowej Rudolfa Niedzieli, z którym dzielił celę więzienną po aresztowaniu z powodów religijnych i doprowadził do jego nawrócenia w 1950. Poręba wraz z Niedzielą postanowili o odszukaniu kolejnych rodzin wierzących w Zabrzu i w efekcie tej działalności znaleziono kolejne dwie rodziny. Rozpoczęto działalność ewangelizacyjną, w wyniku której  niebawem zgromadzono społeczność liczącą około 50 osób. Prowadzono nabożeństwa w domach prywatnych, początkowo miały one miejsce u rodziny Bażelów, a następnie u Kuczków, Niedzielów i Porębów. Kontynuowano organizację działań ewangelizacyjnych, co doprowadziło w latach 70. XX wieku do osiągnięcia około 100 członków zboru. Działał on poza rejestracją, co doprowadziło do oskarżeń o nielegalne funkcjonowanie kierowanych w stosunku do pastora wspólnoty przez Komendę Miejską Milicji Obywatelskiej, grożenie nałożeniem grzywn i więzieniem.
W 1971 w Chrząstawie miało miejsce zebranie starszych zborów wszystkich niezarejestrowanych wspólnot pięćdziesiątników, w którym udział wzięli także przedstawiciele zboru w Zabrzu. Na skutek wprowadzonych wówczas reform dotyczących życia zborowego i prowadzonej w nich służby, kilkanaście osób opuściło szeregi zboru i postanowiło o podołaniu osobnego zgromadzenia w Chorzowie, kontynuującego działalność na dotychczasowych zasadach.
Zbór w Zabrzu dalej rozwijał się liczebnie. Kontynuowano organizację nabożeństw w domach, prowadzone były one w prawie wszystkich lokalach należących do jego członków. Z uwagi na niemożność zaspokojenia potrzeb coraz liczniejszej wspólnoty poprzez prowadzenie działalności w mieszkaniach prywatnych, Władysław Brosz w 1973 zdecydował o przeznaczeniu swojego mieszkania w Przyszowicach na dom modlitwy. Zostały w nim wyburzone ściany działowe i wykonany remont, wobec czego pozyskano jedną dużą salę, mogąca pomieścić zgromadzonych na nabożeństwach. Wspólnota pełniła w tym okresie opiekę nad społecznościami współwyznawców z Bielska-Białej, Dąbrowie Górniczej, Henrykowa, Imielina, Jaworzna i Nysy. Prowadziła również działalność misyjną przy zakładaniu nowych zborów w innych rejonach kraju.
W 1981 dokonano rejestracji zboru jako stowarzyszenie. Zakupiony został następnie wzniesiony przed II wojną światową budynek w Zabrzu-Mikulczycach przy ul. Strzelców Bytomskich 13A, który wyremontowano i przystosowano na nowy dom modlitwy. Obiekt mieścił główną salę nabożeństw, salkę dla rodziców z małymi dziećmi, salki katechetyczne, pokoje gościnne i mieszkanie dla pastora, a także jadalnię, która stała się miejscem organizacji poczęstunków (agapa) oraz przyjęć weselnych. Zbór reprezentowany był wówczas przez Kazimierza Porębę, Krzysztofa Kempskiego i Ryszarda Kamińskiego, natomiast w latach 1983–1986 byli to Kazimierz Poręba, Andrzej Poręba i Witold Twardowski.
W lipcu 1986 doszło do rejestracji Chrześcijańskiej Wspólnoty Pięćdziesiątników jako związku wyznaniowego, a przy zborze w Zabrzu zlokalizowana została jego siedziba. Nazwa Kościoła została następnie zmieniona na Chrześcijańską Wspólnotę Zielonoświątkową.
Po otwarciu granic w okresie 1985–1988 doszło do wyjazdu około 40 wiernych zboru za granicę – do RFN, Francji i Ameryki Północnej. W końcu lat 80. XX wieku zbór skupiał około 200 członków, których w dalszym ciągu przybywało. Co roku dochodziło do chrztu kolejnych kilkunastu nowych osób. 
Początkiem lat 80. XX wieku powołany został młodzieżowy zespół wokalno-instrumentalny. Powstał także chór zborowy, do którego należeli członkowie zborów w Zabrzu i Gliwicach. Obie grupy występowały w trakcie wydarzeń ewangelizacyjnych.
Dom modlitwy przestawał być wystarczający na potrzeby wciąż rozrastającej się wspólnoty i rozpoczęte zostały rozmowy z urzędem miejskim o przydział nowego lokalu, jednak nie przyniosły one rezultatów. Postanowiono więc o przekształceniu funkcjonującej wówczas placówki kościelnej w Rudzie Śląskiej skupiającej wiernych zborów w Zabrzu i w Katowicach w samodzielną jednostkę. Zabiegi w tym celu rozpoczęto w 1995. Ze zboru w Zabrzu wyłączono również nowo powstały zbór w Trzebini, co spowodowane było znaczną odległością tamtejszej wspólnoty wiernych od Zabrza. W listopadzie 1995 powołano nowy zbór w Kędzierzynie-Koźlu.
W wyniku odłączenia od zboru w Zabrzu nowych wspólnot, na pewien czas zmalała liczba jego członków. Sytuacja ta nie trwała jednak długo, dalej przybywało nowych wiernych, wobec czego w końcu lat 90. XX wieku powrócono do inicjatywy utworzenia większego domu modlitwy. 27 kwietnia 1998 wspólnocie został przydzielony nowy budynek zlokalizowany w centrum miasta przy ul. Sienkiewicza 30. Po remoncie powstała tu sala główna na około 350 miejsc, dwie sale katechetyczne dla dzieci, sala dla młodzieży, a także kuchnia i przestronna jadalnia.
W latach 2000. zbór prowadził ożywioną działalność. Istniała grupa wsparcia dla uzależnionych od alkoholu i narkotyków, prowadzono też grupę misyjną zajmującą się pracą pośród więźniów. Wydawano posiłki dla osób bezdomnych i ubogich dzieci, jak również przygotowywano paczki w ramach „Samaritan’s Purse”. Wydawano czasopismo „Droga Prawda Życie”, a w zajęciach szkółki niedzielnej uczestniczyło około 90 dzieci. Prowadzono także katechezę dla młodzieży, spotkania modlitewne, działały grupy domowe oraz prowadzono odwiedziny u osób chorych i samotnych. Organizowano działalność kaznodziejską.
W 2005 liczba członków zboru przekroczyła 300 osób.